# Thomas Helwys
Thomas Helwys (aportuguesado Tomás Elvis; c. 1575 − 1616) foi um advogado, líder puritano, teólogo e reformador inglês. Suas crenças teológicas são uma das bases formadoras da tradição batista. Helwys defendeu o conceito da liberdade de consciência religiosa, sendo um dos primeiros na civilização ocidental a escrever sobre a liberdade de consciência e liberdade de religião para adeptos de qualquer convicção, constituindo um marco significativo na filosofia europeia e ocidental. Ele também é considerado um mártir protestante da perseguição ao partido dos puritanos na Reforma Inglesa. 

## Vida
Thomas Helwys nasceu na Inglaterra, em torno de 1575, sendo filho de um gentleman, isto é, um proprietário rural sem título de nobreza. Seu tio, Geoffrey Helwys, era um comerciante que fora eleito xerife e membro do conselho municipal de Londres, e seu primo, Gervase Helwys, foi nomeado cavaleiro em 1603 pelo rei Jaime I, sendo posteriormente indicado como intendente da Torre de Londres. A formação estudantil de Thomas Helwys se deu em Gray's Inn em Londres, um prestigioso colégio de direito e de educação geral para filhos de nobres e de proprietários rurais.

## Casamento
Helwys completou seus estudos em Gray's Inn em 1593 e retornou a Broxtowe Hall, próxima a Nottingham, para viver como proprietário rural. Em 1595, ele se casou com Joan Ashmore, com quem teve sete filhos ao longo dos doze anos seguintes. A família se envolvia ativamente com os trabalhos da comunidade puritana de sua época, e Helwys autorizou que sua propriedade em Bilborough se tornasse um lugar para conferências puritanas, onde visitas acorriam com frequência para discutir assuntos da religião. Helwys se tornara amigo chegado de John Smyth, e logo Thomas e Joan se tornaram membros da congregação de Smyth em Gainsborough, no condado de Lincolnshire.

## Perseguição Religiosa
Em 1607, a Corte Superior de Comissão Eclesiástica (High Court of Ecclesiastical Commission) tomou providências contra as igrejas não-conformistas em Gainsborough e Scrooby, em Lincolnshire. Thomas Helwys organizou exílio na Holanda. Ele deixou sua esposa e filhos na Inglaterra, supondo que estariam a salvo. Entretanto, Joan foi levada à prisão em 1608; quando trazida ao tribunal, recusou-se a prestar o juramento exigido pela corte, e foi mandada de volta à prisão. Embora não tenham sido encontrados registros de que tenha deixado a cadeia, é provável que Joan deixou a prisão após três meses, como era a condenação convencional da época de banimento.

## Ministério
Thomas Helwys se estabeleceu em Amsterdã, e lá fixou a igreja de Gainsborough, liderada por ele e John Smyth. Durante o breve tempo na Holanda, eles ensinaram que o batismo deveria ser aplicado aos crentes, e não aos bebês; por consequência, eles tornaram-se credobatistas, em 1609. Helwys foi um líder puritano que liderava a igreja, que é considerada a primeira igreja batista.  Entretanto, Smyth evidenciou que tenderia a adotar integralmente a doutrina menonita para união com a igreja da região. Helwys, e cerca de mais dez membros recusaram-se a aceitar, e excomungou Smyth, pois consideravam os menonitas hereges.
Algum tempo depois, Helwys liderou a igreja de volta à Inglaterra, em 1612. John Smyth e os outros seguidores puritanos uniram-se aos menonitas. Thomas Helwys então fixou a igreja em Spitalfields, nos arredores de Londres, em 1612.

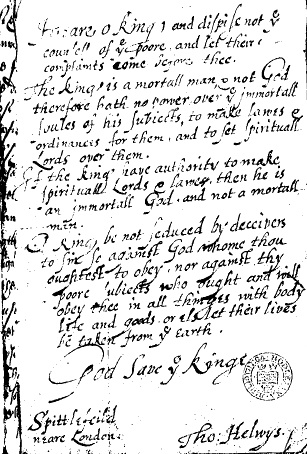
Dedicatória de Thomas Helwys ao rei Jaime I da Inglaterra, escrita à mão, na cópia que lhe enviou de seu livreto intitulado Uma Breve Declaração do Mistério da Iniquidade.

Em 1611, ainda na Holanda, Thomas Helwys escreveu aquela que seria a primeira das confissões de fé batistas, constituída de vinte e sete artigos, e a denominou Uma Declaração de Fé do Povo Inglês Remanescente em Amsterdã, na Holanda (A Declaration of Faith of English people remaining at Amsterdam in Holland).
Helwys continuou a escrever, e em junho de 1611, redigiu um folheto doutrinal de vinte e quatro páginas, intitulado: Uma clara e breve prova, pela palavra e obras de Deus, de que o decreto de Deus não é a causa do pecado nem da condenação do homem: e que todos os homens são redimidos por Cristo; como também que nenhuma criança está condenada.
Um terceiro livro foi escrito para condenar as visões considerada herética dos menonitas, descrevendo as diferenças cristólogicas entre eles. O quarto e último livro escrito por Helwys foi terminado no início de 1612, chamado Uma Curta Declaração do Mistério da Iniquidade (A Short Declaration of the Mystery of Iniquity).
Nessa época, Helwys escreveu de que não era certo fugir da perseguição que esperava na Inglaterra, e que era necessário enfrentá-la para a reforma da Igreja da Inglaterra. Ele retornou da Holanda à sua terra natal, com seu manuscrito a bordo do navio. No início de 1612, ele encontrou um tipógrafo que se dispôs a publicar o seu livreto, e dedicou uma cópia ao rei Jaime I de próprio punho, que hoje se encontra preservada na Biblioteca Bodleiana (restando ainda outras três cópias existentes).
A dedicatória, endereçada ao rei, dizia o seguinte:
Ouça, ó Rei, e não despreze o conselho do pobre, e permita que suas queixas cheguem até vós.

O rei é um homem mortal, e não Deus, portanto não tem poder sobre as almas imortais de seus súditos, para fazer leis e ordenanças para elas, e para estabelecer senhores espirituais sobre elas.
Se o rei tem autoridade para constituir senhores e leis espirituais, então ele é um Deus imortal, e não um homem mortal.
Ó rei, não seja seduzido pelos ímpios a pecar assim contra Deus, a quem deveis obedecer, nem contra vossos pobres súbditos, que devem e hão de obedecer-vos em todas as coisas com o corpo, vida e bens, ou senão deixe que suas vidas sejam tiradas da terra.
Deus Salve o Rei
De: Helwys.
Spittlefeild, próximo a Londres.
Ao que parece, o rei decidiu prendê-lo, durante período de tempo incerto.

## Prisão e Morte

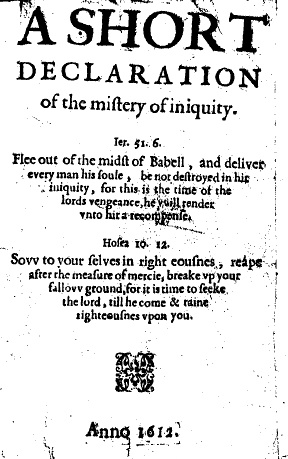
Uma Breve Declaração do Mistério da Iniquidade (1612), de Thomas Helwys, a primeira obra da civilização ocidental a defender o princípio da liberdade religiosa total e liberdade de consciência para adeptos de qualquer convicção em matéria religiosa.

Ainda em 1612, Thomas Helwys foi jogado na Prisão de Newgate por publicar o folheto Uma Curta Declaração do Mistério da Iniquidade, no qual advertia à monarquia inglesa para que se submetesse a Deus, constando também uma crítica ao papado e aos dissidentes ingleses. Também é um tratado teológico, ensinando a doutrina da regeneração batismal, seguindo a sua visão puritana e reformada. Ele permaneceu na prisão até sua morte, vindo a ser um mártire protestante, em 1616.No teor da obra, escreveu:
"A religião do homem está entre Deus e ele: o rei não tem que responder por ela e nem pode o rei ser juiz entre Deus e o homem. Que haja, pois, hereges, turcos ou judeus, ou outros mais; não cabe ao poder terreno puni-los de maneira nenhuma."— Thomas Helwys 

## Legado
Os cristãos batistas sempre se destacaram pela defesa aos conceitos filosóficos da liberdade religiosa e de consciência, o que em muito se deve à perenidade das ideias de Thomas Helwys entre os membros da tradição. Havia inclusive alguns batistas entre aqueles que redigiram a Constituição Americana, os quais influenciaram a redação do documento no sentido de que constassem plenas garantias à liberdade religiosa e a separação da Igreja do Estado, ambos princípios propostos inicialmente pelo advogado e teólogo Helwys. A respeito deste posicionamento histórico comum a muitos batistas, o estudioso batista Alec Gilmore afirma:

Os batistas nem sempre viveram conforme os seus ideais, mas com exceção da ala ultra-conservadora dos batistas do sul dos Estados Unidos, eles ainda ficam indignados diante da menor ameaça à liberdade religiosa. Em 1939, dois anos depois que Roosevelt declarou as suas quatro liberdades, a Conferência Batista Mundial em Atlanta afirmou seu posicionamento com um apelo à "plena manutenção da liberdade religiosa absoluta para todas as pessoas que professam qualquer tipo de fé ou que não professam nenhuma fé." Durante a guerra fria, os batistas foram incessantes em sua defesa à liberdade religiosa na Europa Oriental, e alguns anos antes do Natal do ano passado [2004], eles elogiaram publicamente a decisão do governo [britânico] de não permitir à polícia para que fechasse as mesquitas onde o Islamismo radical é pregado.— Alec Gilmore 
Em 2012, foi celebrado pelos batistas ao redor do mundo o quadringentésimo aniversário da edição do folheto de Thomas Helwys, Uma Curta Declaração do Mistério da Iniquidade (1612), a primeira publicação em inglês a defender a liberdade religiosa para todos. O aniversário foi então considerado uma oportunidade de fazer lembrar aos batistas e a outros grupos religiosos a importância desse legado, e também de refletir sobre a condição atual da liberdade religiosa no mundo contemporâneo.

## Ver Também
- Igreja Batista
- John Smyth
- Liberdade religiosa
- Liberdade de consciência
- Liberalismo político
- Separação Igreja-Estado
- Batismo por imersão
- Puritanismo

## Ligações Externas
- Thank the Baptists for Freedom of Religion (The Legacy of Thomas Helwys) (página em inglês)
- Thomas Helwys: A Short Declaration of the Mystery of Iniquity (página em inglês)
- The Guardian: Thomas Helwys's plea for religious liberty in the 17th century provided a sound foundation for other kinds of freedom, writes Alec Gilmore (página em inglês)